# Michalīs Iōannou
Michalīs Iōannou (in greco Μιχάλης Ιωάννου?; Larnaca, 30 giugno 2000) è un calciatore cipriota, centrocampista dell'Anorthōsis e della nazionale cipriota.

## Statistiche

### Cronologia presenze e reti in nazionale
| Cronologia completa delle presenze e delle reti in nazionale ― Cipro | Cronologia completa delle presenze e delle reti in nazionale ― Cipro | Cronologia completa delle presenze e delle reti in nazionale ― Cipro | Cronologia completa delle presenze e delle reti in nazionale ― Cipro | Cronologia completa delle presenze e delle reti in nazionale ― Cipro | Cronologia completa delle presenze e delle reti in nazionale ― Cipro | Cronologia completa delle presenze e delle reti in nazionale ― Cipro | Cronologia completa delle presenze e delle reti in nazionale ― Cipro |
| Data                                                                 | Città                                                                | In casa                                                              | Risultato                                                            | Ospiti                                                               | Competizione                                                         | Reti                                                                 | Note                                                                 |
| -------------------------------------------------------------------- | -------------------------------------------------------------------- | -------------------------------------------------------------------- | -------------------------------------------------------------------- | -------------------------------------------------------------------- | -------------------------------------------------------------------- | -------------------------------------------------------------------- | -------------------------------------------------------------------- |
| 8-6-2019                                                             | Glasgow                                                              | Scozia                                                               | 2 – 1                                                                | Cipro                                                                | Qual. Euro 2020                                                      | -                                                                    | 66’                                                                  |
| 9-9-2019                                                             | Serravalle                                                           | San Marino                                                           | 0 – 4                                                                | Cipro                                                                | Qual. Euro 2020                                                      | -                                                                    | 62’                                                                  |
| 13-10-2019                                                           | Nicosia                                                              | Cipro                                                                | 0 – 5                                                                | Russia                                                               | Qual. Euro 2020                                                      | -                                                                    |                                                                      |
| 16-11-2022                                                           | Larnaca                                                              | Cipro                                                                | 0 – 2                                                                | Bulgaria                                                             | Amichevole                                                           | -                                                                    | 46’                                                                  |
| 20-11-2022                                                           | Petah Tiqwa                                                          | Israele                                                              | 2 – 3                                                                | Cipro                                                                | Amichevole                                                           | 1                                                                    | 72’                                                                  |
| 28-3-2023                                                            | Erevan                                                               | Armenia                                                              | 2 – 2                                                                | Cipro                                                                | Amichevole                                                           | -                                                                    | 47’                                                                  |
| 8-9-2023                                                             | Larnaca                                                              | Cipro                                                                | 0 – 3                                                                | Scozia                                                               | Qual. Euro 2024                                                      | -                                                                    | 46’ 85’                                                              |
| 12-9-2023                                                            | Granada                                                              | Spagna                                                               | 6 – 0                                                                | Cipro                                                                | Qual. Euro 2024                                                      | -                                                                    | 46’                                                                  |
| Totale                                                               |                                                                      | Presenze                                                             | 8                                                                    |                                                                      | Reti                                                                 | 1                                                                    |                                                                      |